# Cassida linnavuorii
Cassida linnavuorii es un coleóptero de la familia Chrysomelidae.
Fue descrita científicamente en 1986 por Borowiec.